# Antrophyum
Genre
Antrophyum est un genre de plantes de la famille des Pteridaceae.

## Liste des variétés et espèces
Selon Catalogue of Life (8 décembre 2017) :
- Antrophyum annetii (Jeanp.) Tard.
- Antrophyum austroqueenslandicum D. L. Jones
- Antrophyum brassii S.Linds.
- Antrophyum callifolium Bl.
- Antrophyum castaneum H. Itô
- Antrophyum costatum Alderw.
- Antrophyum formosanum Hieron.
- Antrophyum henryi Hieron.
- Antrophyum immersum (Bory ex Willd.) Mett.
- Antrophyum jagoanum Jones & Bostock
- Antrophyum lancifolium Rosenst. ex M. Kato
- Antrophyum latifolium Bl.
- Antrophyum ledermannii Hieron.
- Antrophyum lessonii Bory
- Antrophyum malgassicum C. Chr.
- Antrophyum megistophyllum Copel.
- Antrophyum novae-caledoniae Hieron.
- Antrophyum obovatum Bak.
- Antrophyum ovatum Alderw.
- Antrophyum parvulum Bl.
- Antrophyum plantagineum (Cav.) Kaulf.
- Antrophyum ponapense H. Itô
- Antrophyum reticulatum (Forst.) Kaulf.
- Antrophyum semicostatum Bl.
- Antrophyum sessilifolium (Cav.) Spreng.
- Antrophyum simulans Alderw.
- Antrophyum smithii C. Chr.
- Antrophyum solomonense C. W. Chen & J. H. Nitta
- Antrophyum strictum Mett.
- Antrophyum subfalcatum Brack.
- Antrophyum trivittatum C. Chr.
- Antrophyum vittarioides Bak.
- Antrophyum williamsii Benedict

Selon ITIS (8 décembre 2017) :
- Antrophyum cajenense (Desv.) Spreng.
- Antrophyum intramarginale (Baker ex Jenman) Kartesz & Gandhi
- Antrophyum lanceolatum (L.) Kaulf.
- Antrophyum lineatum (Sw.) Kaulf.
- Antrophyum plantagineum (Cav.) Kaulf.
- Antrophyum urbanii Brause

Selon NCBI (8 décembre 2017) :
- Antrophyum annamense
- Antrophyum callifolium
- Antrophyum castaneum
- Antrophyum formosanum
- Antrophyum giganteum
- Antrophyum henryi
- Antrophyum immersum
- Antrophyum latifolium
- Antrophyum ledermannii
- Antrophyum malgassicum
- Antrophyum megistophyllum
- Antrophyum obovatum
- Antrophyum parvulum
- Antrophyum plantagineum
- Antrophyum reticulatum
- Antrophyum semicostatum
  - variété Antrophyum semicostatum var. sarawakense
- Antrophyum sessilifolium
- Antrophyum smithii
- Antrophyum solomonense
- Antrophyum subfalcatum
- Antrophyum vittarioides
- Antrophyum wallichianum

Selon The Plant List (8 décembre 2017) :
- Antrophyum anetioides Christ
- Antrophyum bivittatum C. Chr.
- Antrophyum boryanum (Willd.) Spreng.
- Antrophyum cajenense (Desv.) Spreng.
- Antrophyum callifolium Blume
- Antrophyum castaneum H. Itô
- Antrophyum chlorosporum Mickel & Beitel
- Antrophyum coriaceum (D. Don) Wall. ex T. Moore
- Antrophyum ensiforme Hook.
- Antrophyum formosanum Hieron.
- Antrophyum guayanense Hieron.
- Antrophyum henryi Hieron.
- Antrophyum immersum Willd.
- Antrophyum intramarginale (Baker ex Jenman) Kartesz & Gandhi
- Antrophyum jenmanii Benedict
- Antrophyum lanceolatum (L.) Kaulf.
- Antrophyum lineatum (Sw.) Kaulf.
- Antrophyum malgassicum C. Chr.
- Antrophyum mannianum Hook.
- Antrophyum obovatum Baker
- Antrophyum ophioglossoides Lellinger
- Antrophyum parvulum Blume
- Antrophyum petiolatum Baker
- Antrophyum plantagineum (Cav.) Kaulf.
- Antrophyum reticulatum (G. Forst.) Kaulf.
- Antrophyum sessilifolium (Cav.) Spreng.
- Antrophyum vittarioides Baker

Selon Tropicos (8 décembre 2017) (Attention liste brute contenant possiblement des synonymes) :
- Antrophyum alatum Brack.
- Antrophyum anetioides Christ
- Antrophyum annamense Tardieu & C. Chr.
- Antrophyum bivittatum C. Chr.
- Antrophyum boryanum (Willd.) Spreng.
- Antrophyum brasilianum (Desv.) C. Chr.
- Antrophyum cajenense (Desv.) Spreng.
- Antrophyum callifolium Blume
- Antrophyum carnosum Liebm.
- Antrophyum castaneum H. Itô
- Antrophyum cayennense Spreng.
- Antrophyum chlorosporum Mickel & Beitel
- Antrophyum citrifolium (L.) Fée
- Antrophyum coriaceum (D. Don) Wall.
- Antrophyum cumingii Fée
- Antrophyum cuneifolium Rosenst.
- Antrophyum discoideum Kunze
- Antrophyum dussianum Benedict
- Antrophyum ensiforme Hook.
- Antrophyum falcatum Blume
- Antrophyum feei W. Schaffn. ex Fée
- Antrophyum formosanum Hieron.
- Antrophyum giganteum Bory
- Antrophyum guayanense Hieron.
- Antrophyum henryi Hieron.
- Antrophyum hookerianum Fée
- Antrophyum immersum (Bory ex Willd.) Hook. & Baker
- Antrophyum intramarginale (Baker ex Jenman) Kartesz & Gandhi
- Antrophyum japonicum Makino
- Antrophyum jenmanii Benedict
- Antrophyum lacantunense Rovirosa
- Antrophyum lanceolatum (L.) Kaulf.
- Antrophyum latifolium Blume
- Antrophyum ledermannii Hieron.
- Antrophyum lineatum (Sw.) Kaulf.
- Antrophyum malgassicum C. Chr.
- Antrophyum mannianum Hook.
- Antrophyum marginale Blume
- Antrophyum minimum Baker
- Antrophyum niphoboloides Kunze
- Antrophyum novaecaledoniae Hieron.
- Antrophyum obovatum Baker
- Antrophyum obtusum (Bory ex Willd.) Spreng.
- Antrophyum ophioglossoides Lellinger
- Antrophyum parvulum Blume
- Antrophyum pendulum Lepr. ex Fée
- Antrophyum perrierianum C. Chr.
- Antrophyum petiolatum Baker
- Antrophyum plantagineum (Cav.) Kaulf.
- Antrophyum plicatum Fée
- Antrophyum pumilum Kaulf.
- Antrophyum quadriseriatum C. Chr.
- Antrophyum reticulatum (G. Forst.) Kaulf.
- Antrophyum semicostatum Blume
- Antrophyum sessilifolium (Cav.) Spreng.
- Antrophyum solomonense C.W. Chen & J.H. Nitta
- Antrophyum stenophyllum Baker
- Antrophyum superficiale Christ
- Antrophyum trivittatum C. Chr.
- Antrophyum urbanii Brause
- Antrophyum vittarioides Baker
- Antrophyum wallichianum M.G. Gilbert & X.C. Zhang
- Antrophyum werckleanum Christ
- Antrophyum williamsii Benedict